# James Cooke
James Cooke (Salisbury, 3 de março de 1991) é um pentatleta britânico. 

## Carreira
Cooke representou seu país nos Jogos Olímpicos de Verão de 2016, terminando na décima quarta colocação. Detém o recorde olímpico da etapa da natação.